# František Maria Černý
František Maria Černý (13. srpna 1903 Praha – 9. listopadu 1978 tamtéž) byl český funkcionalistický architekt. Byl žákem Pavla Janáka na Uměleckoprůmyslové škole v Praze, poté studoval u Josefa Gočára na Akademii výtvarných umění. Byl inspirován tvorbou švýcarského architekta Le Corbusiera.

## Realizace

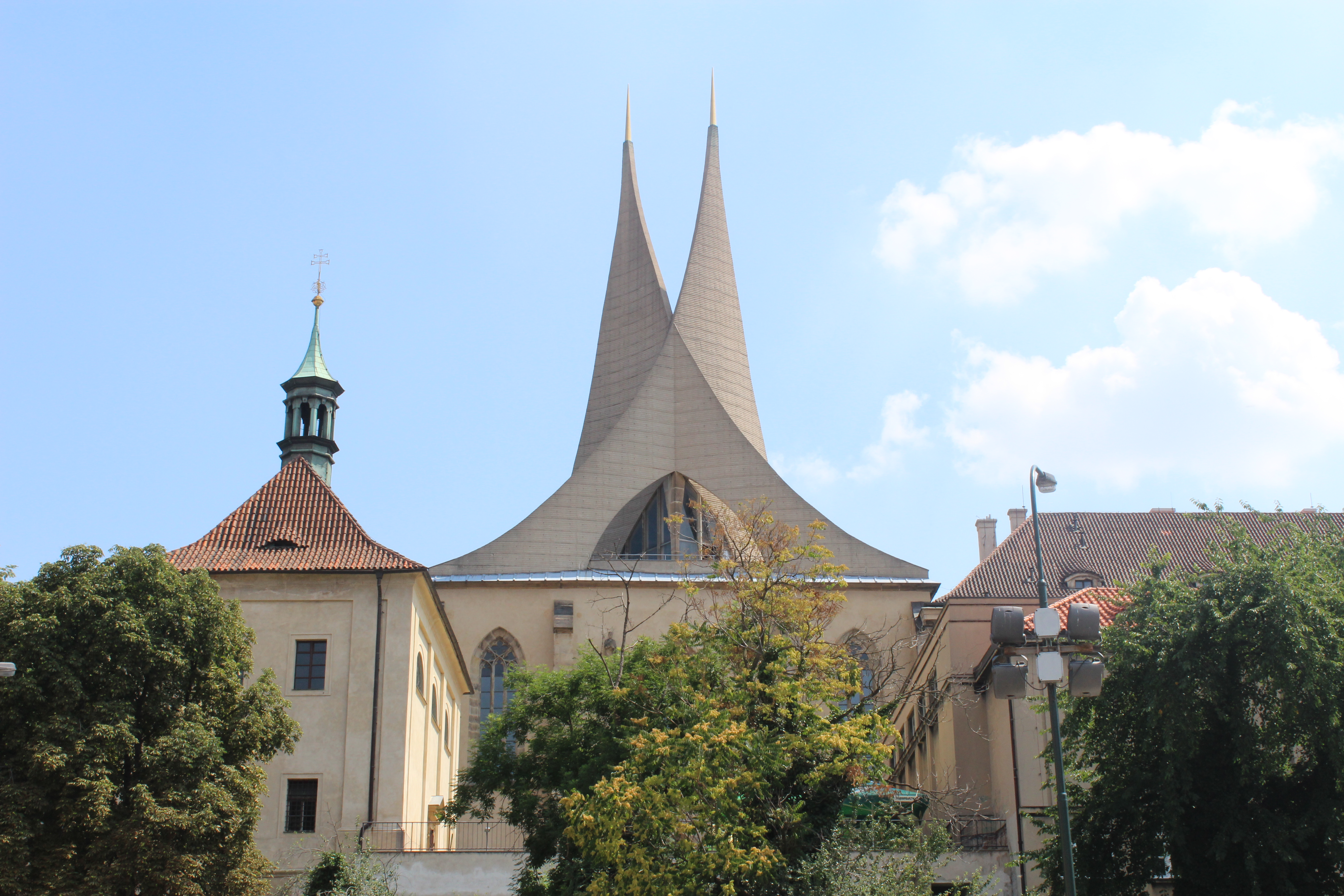
Emauzský klášter

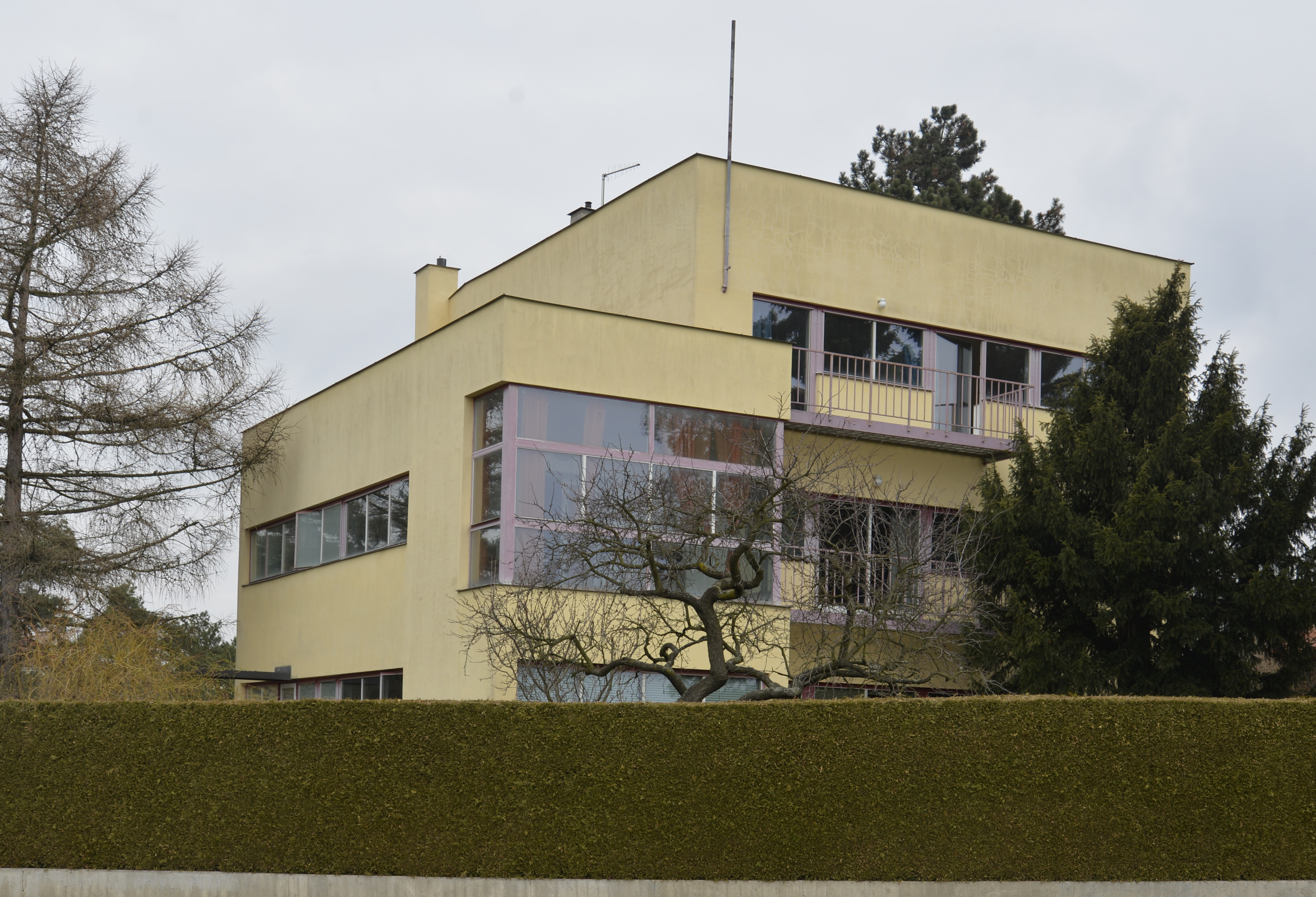
Mölzerova vila v Dejvicích

- nová podoba věží Emauzského kláštera v Praze, zničených při spojeneckém náletu za 2. světové války (realizace 1964–68)
- monoblok porodnice a ubytovna lékařů, Kolín (1949–52) - nyní začleněno do Oblastní nemocnice Kolín; k r. 2015 byla ubytovna zchátralá a neobývaná[2], po opravě využívána též jako školicí středisko a školka
- vozovna Motol Elektrických podniků hl. m. Prahy, (1939)
- dům pro dceru Eustacha Mölzera, Dejvice (1938)
- domy pro chudé pražské obce, Holešovice (1936–39, spoluautor Kamil Ossendorf)
- blok nájemních domů, Vinohrady (1928–29)
- nová podoba dnešního náměstí T. G. Masaryka v Unhošti se sochou Každý má právo na vzdělání (tehdy náměstí Antonína Zápotockého s odstraněnou sochou T.G.M.) (1961)